# Чёрный город (роман)
«Чёрный город» — роман Бориса Акунина из серии «Новый детектив» о приключениях Эраста Фандорина. Книга была опубликована в издательстве «Захаров» 21 ноября 2012 года, 352 страницы, в твёрдом переплёте.

## История публикации
В 2008 году французская газета Le Figaro запустила проект, посвящённый «Одиссее» Гомера. Руководство газеты предложило выдающимся зарубежным прозаикам (Борис Акунин, Людмила Улицкая, Милан Кундера, Артуро Перес-Реверте, Дуглас Кеннеди и др.) написать рассказ, который бы начинался фразой из Гомера: «Одиссей пошёл от залива по лесной тропинке к тому месту, которое ему указала Афина…» В течение лета 2008 года Le Figaro каждый день публиковала эти произведения.
Специально для проекта Борис Акунин написал первую главу повести об Эрасте Фандорине «Охота на Одиссея». Тогда же он пообещал предоставить её российскому издательству «Эксмо» для публикации в сборнике, доходы от которого должны были пойти на помощь пациентам хосписов.
В 2009 году в России вышла «Книга, ради которой объединились писатели, объединить которых невозможно», в которой первая глава повести была впервые опубликована в России.
В 2012 году в своем блоге Борис Акунин заявил, что изданная ранее глава «Охоты на Одиссея» стала первой главой нового романа «Чёрный город». Изначально роман должен был выйти в середине 2012 года, однако из-за общественных протестов в Москве, активным участником и координатором которых стал Борис Акунин, написание романа было отложено.
21 ноября 2012 года Борис Акунин презентовал свою новую книгу в своем блоге, сообщив, что книга выходит сразу в четырёх форматах — в обычном, «бумажном» исполнении (для продажи в книжных магазинах), в электронном варианте text-only, в электронном варианте с иллюстрациями и аудиокнигой.

## Сюжет
Действие нового романа об Эрасте Фандорине происходит накануне Первой мировой войны в Баку, городе нефти, террористов и восточных разбойников

## Герои романа
- Эраст Петрович Фандорин — детектив, бывший статский советник, чиновник особых поручений.
- Масахиро Сибата (Маса) — верный слуга и друг Эраста Петровича.
- Кара-Гасым (Чёрный Гасым, Гасым) — азербайджанец-разбойник, уважаемый народом, временный помощник Фандорина.
- Саадат Валидбекова — предпринимательница, владелица нефтяных вышек в Баку, новая возлюбленная Фандорина.
- Клара Лунная (Элиза Альтаирская-Луантэн) — гражданская жена Фандорина, бывшая актриса театра, теперь актриса кино.
- Леонард (Левон, Леон Арт) Арташесов — режиссёр, любовник Клары, племянник Арташесова Месропа Карапетовича.
- Месроп Карапетович Арташесов — главный нефтепромышленник Баку.
- Месье Симон (Сенька Скорик) — бывший мелкий хитровский уголовник, продюсер, друг Фандорина.
- Дрозд, Дятел, Одиссей — видный революционер-эсер, пойман Фандориным во время неудачной попытки диверсии. (Упоминается как «Дрозд» в романе «Ловец стрекоз» (сборник «Алмазная колесница»)).
- Хачатур Однорукий — революционер-армянин, анархист.
- Алтынов — градоначальник Баку. Прототипом является занимавший должность бакинского градоначальника с 1909 по 1915 годы полковник Пётр Иванович Мартынов.
- Спиридонов — начальник дворцовой полиции Николая II, убит Дятлом. Прототип — полковник Александр Иванович Спиридович, начальник императорской дворцовой охраны.
- Шубин Тимофей Тимофеевич — подполковник, помощник градоначальника Баку.
- Зафар — евнух при Саадат, её помощник в личных делах, её тайный воздыхатель.
- Владимир Фёдорович Жуковский — шеф Отдельного Жандармского корпуса, генерал-майор свиты Его Величества Николая II. Прототип — генерал-майор Свиты Его Величества Владимир Фёдорович Джунковский, товарищ министра внутренних дел и командующий Отдельным корпусом жандармов.
- Эммануил Карлович де Сент-Эстеф (Эмма) — директор Департамента полиции, тайный советник. Прототип — действительный статский советник Валентин Анатольевич Брюн-де-Сент-Ипполит, директор Департамента полиции Министерства внутренних дел с 1914 по 1915 годы.
- Турал — сын Саадат Валидбековой.
- Франц Кауниц — бывший лейтенант австрийской кайзерско-королевской армии, гувернёр при Турале.
- Тотманн — германский консул.
- Люст — австрийский консул, кадровый офицер генштаба, майор. Шеф австро-германской агентуры.
- Гаджи-ага Шамсиев, Муса Джабаров — нефтепромышленники.
- Краб — революционер, большевик, помощник Дятла, убит Фандориным.
- Вайсмюллер — австриец, помощник Люста, захвативший Фандорина, после чего Фандорин убивает Вайсмюллера японским приёмом.